# Корягина, Татьяна Ивановна
Татьяна Ивановна Корягина (1943—2022) — советский и российский экономист, специалист по сфере услуг и социальной политике. Народный депутат РСФСР и России (1990—1993), доктор экономических наук, профессор.

## Биография
Окончила экономический факультет Московского технологического института.
С 1975 года работала в Научно-исследовательском экономическом институте (НИЭИ) при Госплане СССР: старший научный сотрудник, заведующая сектором, заведующая отделом. В 1985 году защитила докторскую диссертацию. Автор многих работ. Академик РАЕН.
В 1989—1995 гг. — член совета директоров Института социального развития ООН.
Участвовала в ряде правительственных комиссий по экономической реформе. В 1982 году вошла в экспертную группу, созданную по решению Политбюро ЦК КПСС, которая занималась разработкой реформ. В 1989 году член Комиссии по экономической реформе Совета министров СССР.
Весной 1990 год избрана народным депутатом РСФСР от 15-го Зеленоградского округа г. Москвы, являлась членом депутатской фракции «Демократическая Россия». Выдвигалась Борисом Ельциным на пост заместителя Председателя Верховного Совета РСФСР, однако не набрала необходимого числа голосов. Осенью 1990 года выступила против программы экономических реформ «500 дней» и начала разоблачать коррупцию среди демократов. В конце 1991 года выступала в поддержку арестованных членов ГКЧП.
Скончалась 6 сентября 2022 года.

## Семья
Отец погиб на фронте. Муж и соавтор — Виктор Александрович Волконский (р. 1932), доктор экономических наук. Имеет дочь.